# Джанкойська міська рада
Джанко́йська міська́ ра́да (крим. Canköy şeer şurası) — адміністративно-територіальна одиниця та орган місцевого самоврядування у складі Джанкойського району Автономної Республіки Крим. Адміністративний центр — колишнє місто республіканського значення Джанкой.

## Загальні відомості
- Територія ради: 26 км²
- Населення ради: 36 086 осіб (станом на 1 січня 2013 року)
- Територією ради протікає річка Степна

Офіційні мови: українська, кримськотатарська, російська

## Населені пункти
Міській раді підпорядковані населені пункти:
- м. Джанкой

## Склад ради
Рада складається з 36 депутатів та голови.
- Голова ради: Зайдман Аркадій Львович
- Секретар ради: Красноперова Валерія Олександрівна

### Керівний склад попередніх скликань
| Прізвище, ім'я, по батькові  | Основні відомості                                                       | Дата обрання | Дата звільнення |
| ---------------------------- | ----------------------------------------------------------------------- | ------------ | --------------- |
| Синицький Валентин Борисович | Міський голова, 1948 року народження, член Народно-демократичної партії | 26.03.2006   | 31.10.2010      |
| Зайдман Аркадій Львович      | Міський голова, 1948 року народження, освіта вища, член Партії регіонів | 31.10.2010   |                 |

Примітка: таблиця складена за даними сайту Верховної Ради України

### Депутати
За результатами місцевих виборів 2010 року депутатами ради стали:

#### За суб'єктами висування
| Суб'єкт висування                 | Кількість обраних депутатів | %    |
| --------------------------------- | --------------------------- | ---- |
| Партія регіонів                   | 31                          | 86,1 |
| Комуністична партія України       | 2                           | 5,6  |
| Політична партія «Руська єдність» | 2                           | 5,6  |
| Політична партія «Сильна Україна» | 1                           | 2,8  |

#### За округами
| № округу                          | Прізвище, ім'я, по батькові        | Дата визнання обраним | Освіта             | Партійна приналежність                  | Відомості про обраного депутата |
| --------------------------------- | ---------------------------------- | --------------------- | ------------------ | --------------------------------------- | --- |
| Комуністична партія України       |                                    |                       |                    |                                         | |
| б/м                               | Лукошкін Володимир Володимирович   | 03.11.2010            | вища               | член Комуністичної партії України       | Джанкойська ЦРЛ, заступник головного лікаря |
| б/м                               | Артем'єв Леонід Геннадійович       | 03.11.2010            | середня            | позапартійний                           | пенсіонер |
| Партія регіонів                   |                                    |                       |                    |                                         | |
| б/м                               | Федніна Тетяна Василівна           | 03.11.2010            | вища               | член Партії регіонів                    | пенсіонер |
| б/м                               | Блашко Ірина Олександрівна         | 03.11.2010            | вища               | член Партії регіонів                    | школа-комплекс № 2, директор |
| б/м                               | Янковська Людмила Кузьмівна        | 03.11.2010            | середня спеціальна | член Партії регіонів                    | приватний підприємець |
| б/м                               | Сарманаєва Людмила Анатоліївна     | 03.11.2010            | вища               | член Партії регіонів                    | Джанкойська міська організація Партії регіонів, фахівець |
| б/м                               | Василенко Володимир Васильович     | 03.11.2010            | вища               | член Партії регіонів                    | Джанкойська ЦРЛ, головний лікар |
| б/м                               | Рамазанова Айше Ахметівна          | 03.11.2010            | вища               | член Партії регіонів                    | Джанкойський міжшкільний навчально-виробничий комбінат, директор                                                                                                |
| б/м                               | Красноперова Валерія Олександрівна | 03.11.2010            | вища               | член Партії регіонів                    | відділення виконавчої дирекції фонду державного соціального страхування від нещасних випадків на виробництві, м. Джанкой, головний спеціаліст з правової роботи |
| б/м                               | Мальченко Сергій Васильович        | 03.11.2010            | вища               | член Партії регіонів                    | вокзал станції «Джанкой», начальник |
| б/м                               | Івахненко Іван Миколайович         | 03.11.2010            | вища               | член Партії регіонів                    | Кримське будівельно-монтажне експлуатаційне управління державного підприємства «Придніпровська залізниця», юрисконсульт                                         |
| б/м                               | Дорошенко Сергій Сергійович        | 03.11.2010            | вища               | член Партії регіонів                    | Бюро технічної інвентаризації, юрист |
| б/м                               | Царева Світлана Олександрівна      | 03.11.2010            | вища               | член Партії регіонів                    | приватний підприємець |
| б/м                               | Левків Олексій Володимирович       | 03.11.2010            | середня            | член Партії регіонів                    | приватний підприємець |
| б/м                               | Головськой Ігор Юрійович           | 03.11.2010            | вища               | член Партії регіонів                    | Джанкойская дистанція сигналізації і зв'язку, старший електромеханік                                                                                            |
| 1                                 | Єщаулов Віталій Анатолійович       | 03.11.2010            | вища               | член Партії регіонів                    | тимчасово не працює |
| 2                                 | Єрьоменко Руслан Валерійович       | 03.11.2010            | вища               | член Партії регіонів                    | приватне мале підприємство «Силует», заступник директора |
| 3                                 | Осипова Ольга Володимирівна        | 03.11.2010            | вища               | член Партії регіонів                    | комерційне підприємство «Торговий дім „Південний“», директор |
| 4                                 | Бакай Людмила Йосипівна            | 03.11.2010            | вища               | член Партії регіонів                    | управління пенсійного фонду в Джанкойському районі АРК, начальник                                                                                               |
| 5                                 | Кутищев Олександр Ігоревич         | 03.11.2010            | вища               | член Партії регіонів                    | Джанкойська міська рада, начальник відділу |
| 6                                 | Соколов Володимир Вікторович       | 03.11.2010            | вища               | член Партії регіонів                    | орендне підприємство «Джанкойтеплокомуненерго», майстер дільниці                                                                                                |
| 7                                 | Казанцев Володимир Валентинович    | 03.11.2010            | вища               | член Партії регіонів                    | приватний підприємець |
| 8                                 | Кунецька Наталія Григорівна        | 03.11.2010            | вища               | член Партії регіонів                    | Джанкойське відділення «Приватбанк», начальник |
| 9                                 | Смирнов Денис Леонідович           | 03.11.2010            | вища               | член Партії регіонів                    | Джанкойська районна санітарно-епідеміологічна станція, завідувач підрозділу комунальної гігієни                                                                 |
| 10                                | Горчинський Іван Болеславович      | 03.11.2010            | вища               | член Партії регіонів                    | орендне підприємство «Джанкойтеплокомуненерго», директор |
| 11                                | Діденко Анатолій Михайлович        | 03.11.2010            | вища               | член Партії регіонів                    | пенсіонер |
| 12                                | Костильов Юрій Володимирович       | 03.11.2010            | вища               | член Партії регіонів                    | контрольно-ревізійне управління в м. Джанкої і Джанкойському районі, начальник                                                                                  |
| 13                                | Жуков Віталій Васильович           | 03.11.2010            | вища               | член Партії регіонів                    | Калинівське професійно-технічне училище-48, директор |
| 14                                | Ячменьков Віталій Олексійович      | 03.11.2010            | вища               | член Партії регіонів                    | відділ освіти Джанкойської міської ради, начальник |
| 15                                | Шалашова Олена Сергіївна           | 03.11.2010            | вища               | член Партії регіонів                    | пенсіонер |
| 16                                | Федорко Володимир Іванович         | 03.11.2010            | середня            | член Партії регіонів                    | приватний підприємець |
| 17                                | Скалдін Олексій Сергійович         | 03.11.2010            | вища               | член Партії регіонів                    | Джанкойське вагонне депо, начальник |
| 18                                | Крамаренко Максим Володимирович    | 03.11.2010            | вища               | член Партії регіонів                    | приватний підприємець |
| Політична партія «Руська Єдність» |                                    |                       |                    |                                         | |
| б/м                               | Бондар Ельвіра Валентинівна        | 03.11.2010            | вища               | член Політичної партії «Руська Єдність» | ТОВ "ТРК «Екран», директор |
| б/м                               | Ляпін Сергій Володимирович         | 03.11.2010            | вища               | член Політичної партії «Руська Єдність» | приватний підприємець |
| Політична партія «Сильна Україна» |                                    |                       |                    |                                         | |
| б/м                               | Щербаков Олег Миколайович          | 03.11.2010            | вища               | член Політичної партії «Сильна Україна» | приватний підприємець |

## Населення
Розподіл населення за віком та статтю (2001)
| Стать | Всього | До 15 років | 15-24 | 25-44 | 45-64 | 65-85 | Понад 85 |
| --- | ------ | ----------- | ----- | ----- | ----- | ----- | -------- |
| Чоловіки | 19 220 | 3418        | 2829  | 5678  | 5156  | 2062  | 77       |
| Жінки | 23 640 | 3231        | 2950  | 6547  | 6786  | 3847  | 279      |
| \| Статево-вікова піраміда \| Статево-вікова піраміда \| Статево-вікова піраміда \| \| ----------------------- \| ----------------------- \| ----------------------- \| \| Чоловіки \| Вік \| Жінки \| \| 77 \| 85 + \| 279 \| \| 123 \| 80-84 \| 353 \| \| 408 \| 75-79 \| 921 \| \| 764 \| 70-74 \| 1385 \| \| 767 \| 65-69 \| 1188 \| \| 1414 \| 60-64 \| 2002 \| \| 798 \| 55-59 \| 1098 \| \| 1327 \| 50-54 \| 1764 \| \| 1617 \| 45-49 \| 1922 \| \| 1645 \| 40-44 \| 1912 \| \| 1423 \| 35-39 \| 1702 \| \| 1313 \| 30-34 \| 1507 \| \| 1297 \| 25-29 \| 1426 \| \| 1244 \| 20-24 \| 1362 \| \| 1585 \| 15-20 \| 1588 \| \| 1571 \| 10-14 \| 1524 \| \| 1055 \| 5-9 \| 981 \| \| 792 \| 0-4 \| 726 \| |        |             |       |       |       |       |          |
| Статево-вікова піраміда |        |             |       |       |       |       |          |
| Чоловіки | Вік    | Жінки       |       |       |       |       |          |
| 77 | 85 +   | 279         |       |       |       |       |          |
| 123 | 80-84  | 353         |       |       |       |       |          |
| 408 | 75-79  | 921         |       |       |       |       |          |
| 764 | 70-74  | 1385        |       |       |       |       |          |
| 767 | 65-69  | 1188        |       |       |       |       |          |
| 1414 | 60-64  | 2002        |       |       |       |       |          |
| 798 | 55-59  | 1098        |       |       |       |       |          |
| 1327 | 50-54  | 1764        |       |       |       |       |          |
| 1617 | 45-49  | 1922        |       |       |       |       |          |
| 1645 | 40-44  | 1912        |       |       |       |       |          |
| 1423 | 35-39  | 1702        |       |       |       |       |          |
| 1313 | 30-34  | 1507        |       |       |       |       |          |
| 1297 | 25-29  | 1426        |       |       |       |       |          |
| 1244 | 20-24  | 1362        |       |       |       |       |          |
| 1585 | 15-20  | 1588        |       |       |       |       |          |
| 1571 | 10-14  | 1524        |       |       |       |       |          |
| 1055 | 5-9    | 981         |       |       |       |       |          |
| 792 | 0-4    | 726         |       |       |       |       |          |

Етномовний склад населених пунктів міськради (рідні мови населення за переписом 2001 р.)
| російська         | 83,14 % |
| українська        | 7,60 %  |
| кримськотатарська | 7,13 %  |
| білоруська        | 0,18 %  |
| інша              | 1,95 %  |